# Legea e lege (film din 1958)

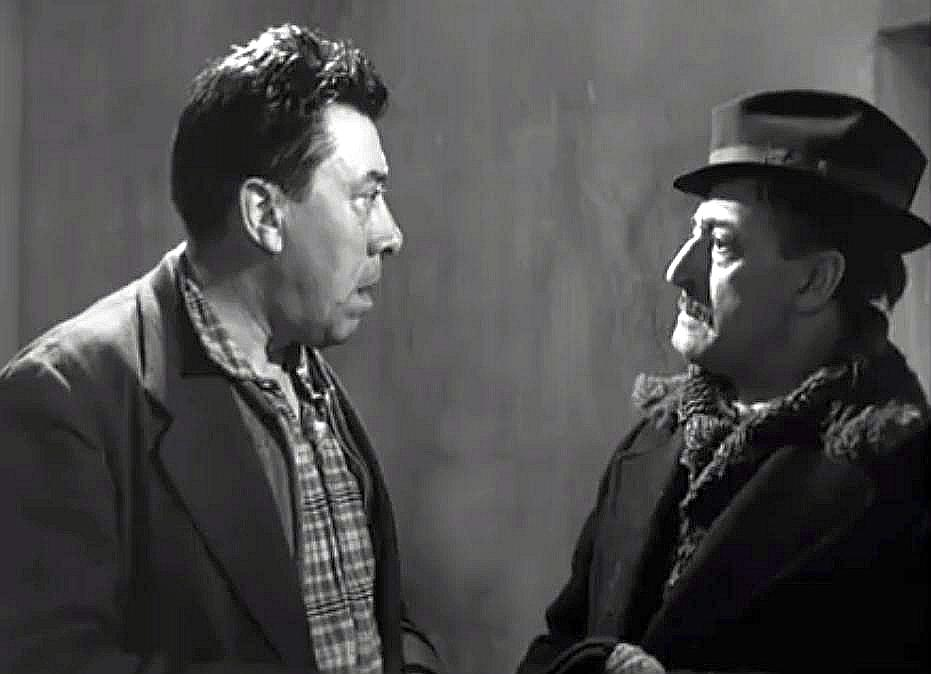
Fernandel și Totò într-o scenă din film

Legea e lege (titlul original: în franceză La loi, c'est la loi, în italiană La legge è legge) este un film de comedie franco-italian, realizat în 1958 de regizorul Christian-Jaque, inspirat din filmul Hoții și vardiștii cu Totò, protagoniști fiind actorii Fernandel, Totò, Noël Roquevert și Anna Maria Luciani.

## Conținut
Assola este un sat imaginar la granița dintre Italia și Franța, iar granița traversează satul însuși. Agentul vamal francez Ferdinand încearcă mereu să-l prindă pe contrabandistul italian Giuseppe. Giuseppe descoperă că Ferdinand s-a născut de fapt în Italia și, prin urmare, nu poate fi agent vamal francez...

## Distribuție
- Fernandel – Ferdinand Pastorelli
- Totò – Giuseppe La Paglia
- Noël Roquevert – jandarmul Malandin
- Anna Maria Luciani – Marisa
- Henri Crémieux – domnul Bourride
- Albert Dinan – brigadierul Pelotti
- Henri Arius – primarul
- Jean Brochard – deputatul Bonnefoud
- René Génin – domnul Donadieu
- Nathalie Nerval – Hélène Pastorelli
- Leda Gloria – Antonietta La Paglia
- Nino Besozzi – Maresciallo
- Luciano Marin – Mario
- Gustavo De Nardo – Luigi
- Aldo Vasco – carabinierul